# Acción de Prats de Llusanés
La acción de Prats de Llusanés fue un enfrentamiento entre carlistas y liberales durante la tercera guerra carlista. 

## Antecedentes
El 29 de abril de 1874 entró en España Alfonso de Borbón, hermano de Don Carlos, para ponerse al frente de las tropas carlistas, siendo recibido el 3 de mayo en Vich con grandes muestras de regocijo y gran alarde de fuerzas. Para apagar este entusiasmo y poner término a la situación crítica en que se encontraba la plaza de Berga, el gobierno ordenó a las brigadas Esteban y Cirlot que acudiesen a su socorro.
El día 5, después de pernoctar respectivamente en Gironella y Caserías, concurrieron las fuerzas liberales en la población citada, desalojando antes al enemigo y destruyendo sus trincheras. Las fuerzas vencedoras se dirigían, después de relevar a la guarnición de Berga, hacia Santa Coloma de Queralt e Igualada, en donde se concentraban, cuando supo Esteban, que llevaba un convoy de carros con las mujeres, niños y muebles de los oficiales relevados, que en Prats de Llusanés había un núcleo de unos 1500 carlistas, y avisando a Cirlot de ello, marchó hacia dicho punto, enterándose poco después de que las fuerzas carlistas eran considerables y le esperaban en la sierra de Grau, al noroeste de Prats, en número de 7000 hombres al mando de Tristany.

## La batalla
La columna Esteban desde Olva fue marchando con precaución, pasando la riera de Marlés por la palanca de Viralta sin ser hostilizada, a pesar de estar ya al alcance de los carlistas. Poco después formó a su derecha la brigada Cirlot, procedente de Caserras.
El teatro de la acción que nos ocupa está limitado al frente por la posición dominante de la sierra del Grau, de donde arrancan a derecha e izquierda estribos normales a la sierra, muy mareados y a retaguardia por la riera de Marlés que, si bien de escaso caudal, es de difícil paso por la mucha pendiente de sus cercanías y lo accidentado del terreno. Todas las subidas de la sierra, de difícil acceso, estaban dominadas por los carlistas que ocupaba posiciones formidables.
Tomando Esteban el mando, como más antiguo, ordenó que Cirlot atacase la izquierda y centro carlista, yendo el centro por el camino principal que conduce a Prats, mientras él emprendería el ataque de la derecha carlista por la hondonada del Infierno.
Los carlistas, que ya se había concentrado sobre su derecha con el objeto de envolver la izquierda liberal y apoderarse de su artillería que había tomado posiciones en esta parte del frente, se concentró aún más ante el peligro de ver envuelta su izquierda por la brigada Cirlot que, después de dos horas de una encarnizada lucha sin cuartel, había logrado coronar las alturas de Prats y la de la ermita de San Sebastián, corriéndose por el llano, al norte de la población, marchando en auxilio de la brigada Esteban que, en un ataque al flanco izquierdo carlista, había encontrado una enorme resistencia.
Los carlistas, quebrantados en extremo y temiendo verse envueltos por Cirlot, después de defender con algunas fuerzas el llano antes citado, se dirigieron precipitadamente por el Coll de Plana hacia Alpens, en compañía de Alfonso de Borbón y su esposa María de las Nieves, que habían presenciado parte de la operación.
Los liberales pernoctaron el 6 de mayo en Prats, en donde faltó local para tanto herido, y el 9 marcharon a Vich con un gran convoy de los heridos que pudo transportar.

## Consecuencias
En el combate de Prats volvieron a las filas liberales más de 100 de los prisioneros de la columna de Nouvilas, casi todos con armas. Aunque los carlistas se atribuyeron la victoria, el crédito militar de Don Alfonso sufrió mucho a consecuencia de esta acción.